# Christopher Allport
Christopher Allport, nato Alexander Wise Allport Jr. (Boston, 17 giugno 1947 – Wrightwood, 25 gennaio 2008), è stato un attore statunitense.

## Filmografia parziale

### Cinema
- Man on a Swing, regia di Frank Perry (1974)
- Savage Weekend, regia di David Paulsen (1979)
- Incontri particolari (Circle of Power), regia di Bobby Roth (1981)
- Morti e sepolti (Dead & Buried), regia di Gary Sherman (1981)
- Vivere e morire a Los Angeles (To Live and Die in L.A.), regia di William Friedkin (1985)
- Invaders (Invaders from Mars), regia di Tobe Hooper (1986)
- Jack Frost, regia di Michael Cooney (1997)
- Jack Frost 2: Revenge of the Mutant Killer Snowman, regia di Michael Cooney (2000)

### Televisione
- Destini (Another World) – soap opera, 65 puntate (1973-1974)
- Città in fiamme (City in Fear), regia di Alvin Rakoff – film TV (1980)
- Chi amerà i miei bambini? (Who Will Love My Children?) – film TV (1983)
- Special Bulletin – film TV (1983)
- A cuore aperto (St. Elsewhere) – serie TV, 2 episodi (1984-1985)
- Ai confini della realtà (The Twilight Zone) – serie TV, episodio 1x14 (1985)
- Il tempo della nostra vita (Days of Our Lives) – soap opera, 11 puntate (1986)
- La signora in giallo (Murder, She Wrote) – serie TV, episodi 2x22-4x03 (1986-1987)
- Dynasty – serie TV, 7 episodi (1988)
- Alex Haley's Queen – miniserie TV, 2 puntate (1993)
- X-Files (The X-Files) – serie TV, episodio 1x15 (1994)
- Walker Texas Ranger – serie TV, episodio 5x26 (1997)
- NCIS - Unità anticrimine (NCIS) – serie TV, episodio 3x10 (2005)
- Mad Men – serie TV, episodio 1x04 (2007)

## Doppiatori italiani
Nelle versioni in italiano delle opere in cui ha recitato, Christopher Allport è stato doppiato da:
- Pino Colizzi in Morti e sepolti
- Fabrizio Temperini in X-Files
- Pierluigi Astore in E.R. - Medici in prima linea
- Michele Gammino in CSI: Miami
- Paolo Buglioni in NCIS - Unità anticrimine
- Giancarlo Padoan in Mad Men